# موریسون (تنسی)
موریسون(به انگلیسی: Morrison) شهری در ایالت تنسی کشور ایالات متحده آمریکا است که جمعیت آن در سرشماری سال ۲۰۱۰ میلادی، ۶۹۴ نفر بوده‌است.